# 히드라스티스
히드라스티스(hydrastis, 학명: Hydrastis canadensis 히드라스티스 카나덴시스[*])은 미나리아재비과의 단형 아과인 히드라스티스아과(hydrastis亞科, 학명: Hydrastidoideae 히드라스티도이데아이[*])의 단형 속인 히드라스티스속(hydrastis屬, 학명: Hydrastis 히드라스티스[*])에 속하는 유일한 종이다. "골드실"(Goldenseal)로도 불린다. 다년생 초본식물로 캐나다 남동부와 미국 동부 지역에서 발견된다.

## 특징
가는 털이 있고 가지가 없는 곧은 줄기는 높이가 15~50cm이다. 손바닥 모양으로 갈라진 2개의 잎과 단일 줄기가 있다. 수정된 꽃은 1개 또는 2개의 씨가 있는 붉은 산딸기모양의 열매로 자란다.

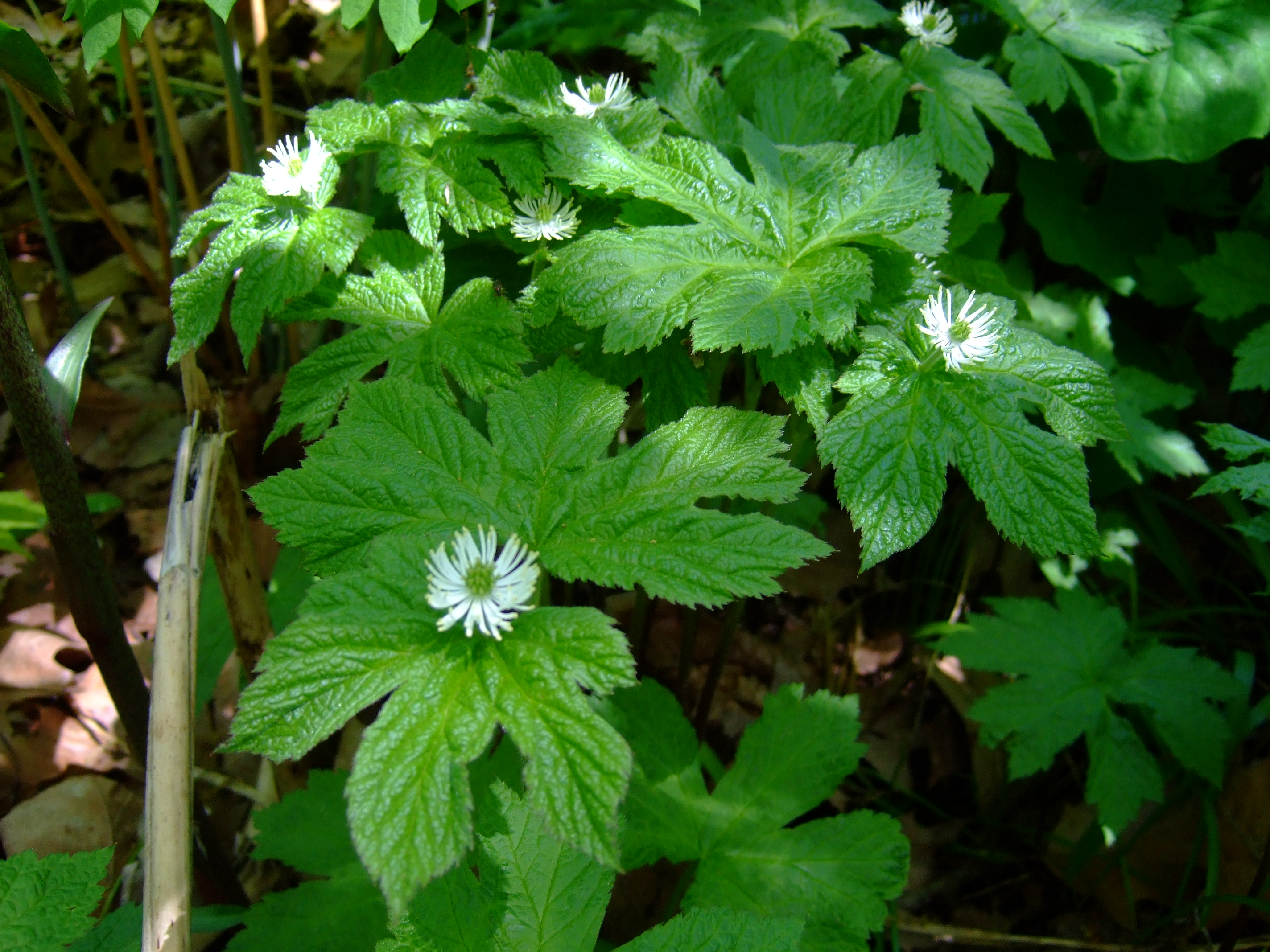
꽃
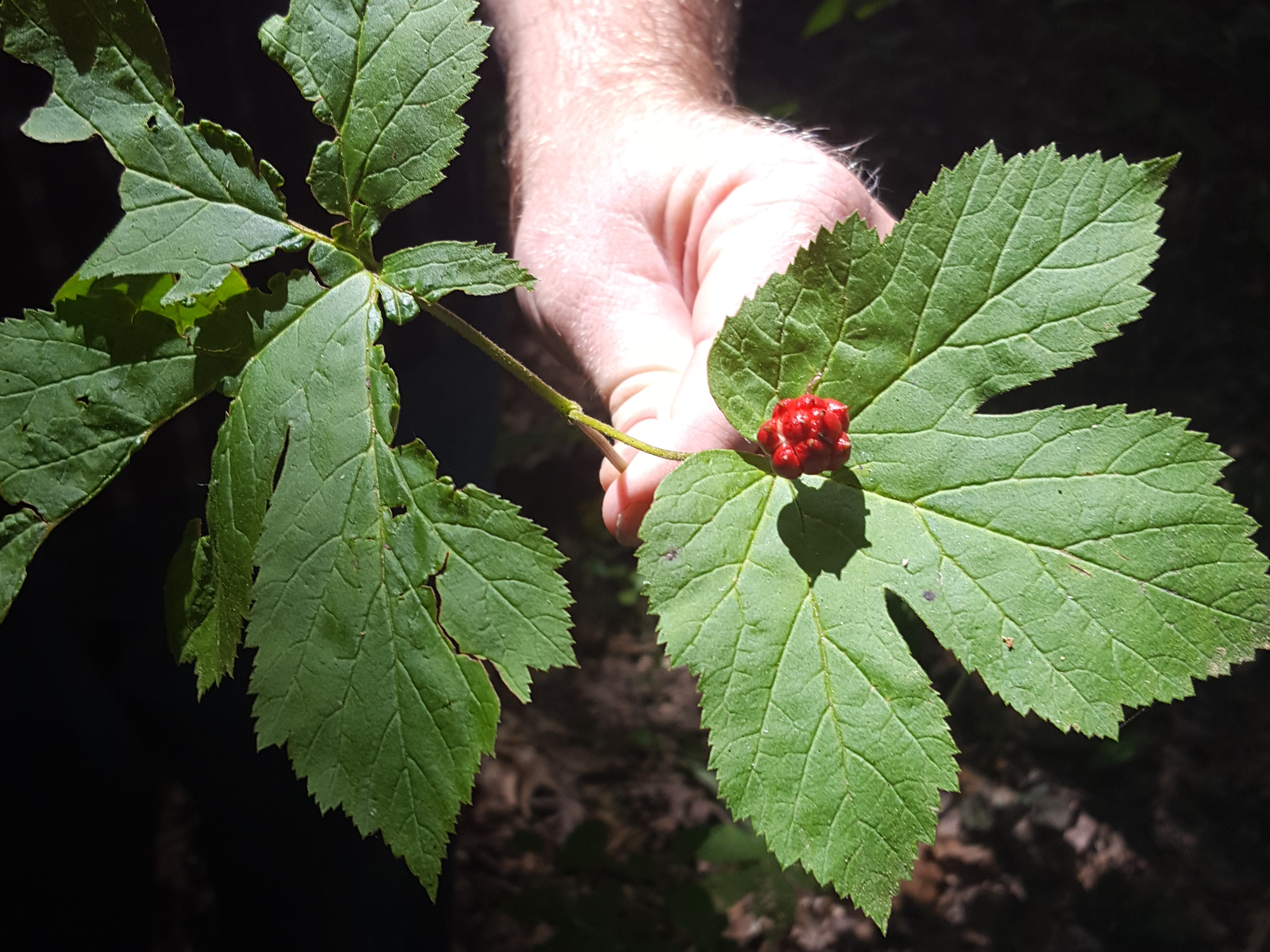
열매

## 계통 분류
미나리아재비과의 계통 분류는 다음과 같다.
|  | 글라우키디움아과 |
|  |                  |
|  | 히드라스티스아과 |
|  |                  |

|  | 황련아과                                                          |
|  |                                                                   |
|  | \| \| 미나리아재비아과 \| \| \| \| \| \| 꿩의다리아과 \| \| \| \| |
|  |                                                                   |
|  | 미나리아재비아과                                                  |
|  |                                                                   |
|  | 꿩의다리아과                                                      |
|  |                                                                   |

|  | 미나리아재비아과 |
|  |                  |
|  | 꿩의다리아과     |
|  |                  |

|  | 글라우키디움아과 |
|  |                  |
|  | 히드라스티스아과 |
|  |                  |

|  | 황련아과                                                          |
|  |                                                                   |
|  | \| \| 미나리아재비아과 \| \| \| \| \| \| 꿩의다리아과 \| \| \| \| |
|  |                                                                   |
|  | 미나리아재비아과                                                  |
|  |                                                                   |
|  | 꿩의다리아과                                                      |
|  |                                                                   |

|  | 미나리아재비아과 |
|  |                  |
|  | 꿩의다리아과     |
|  |                  |